# Biblioteca Municipal de Guayaquil

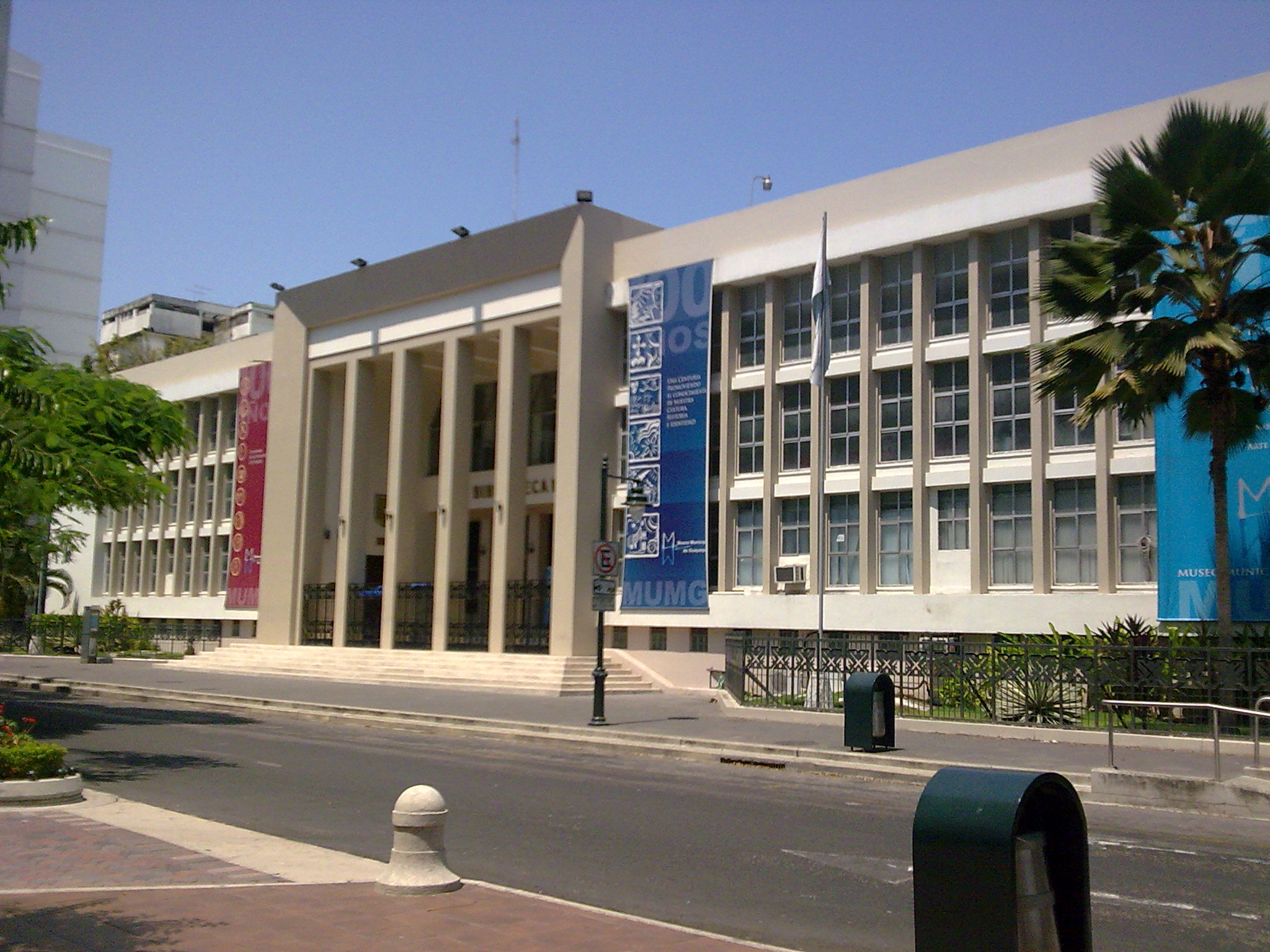
Biblioteca Municipal de Guayaquil.

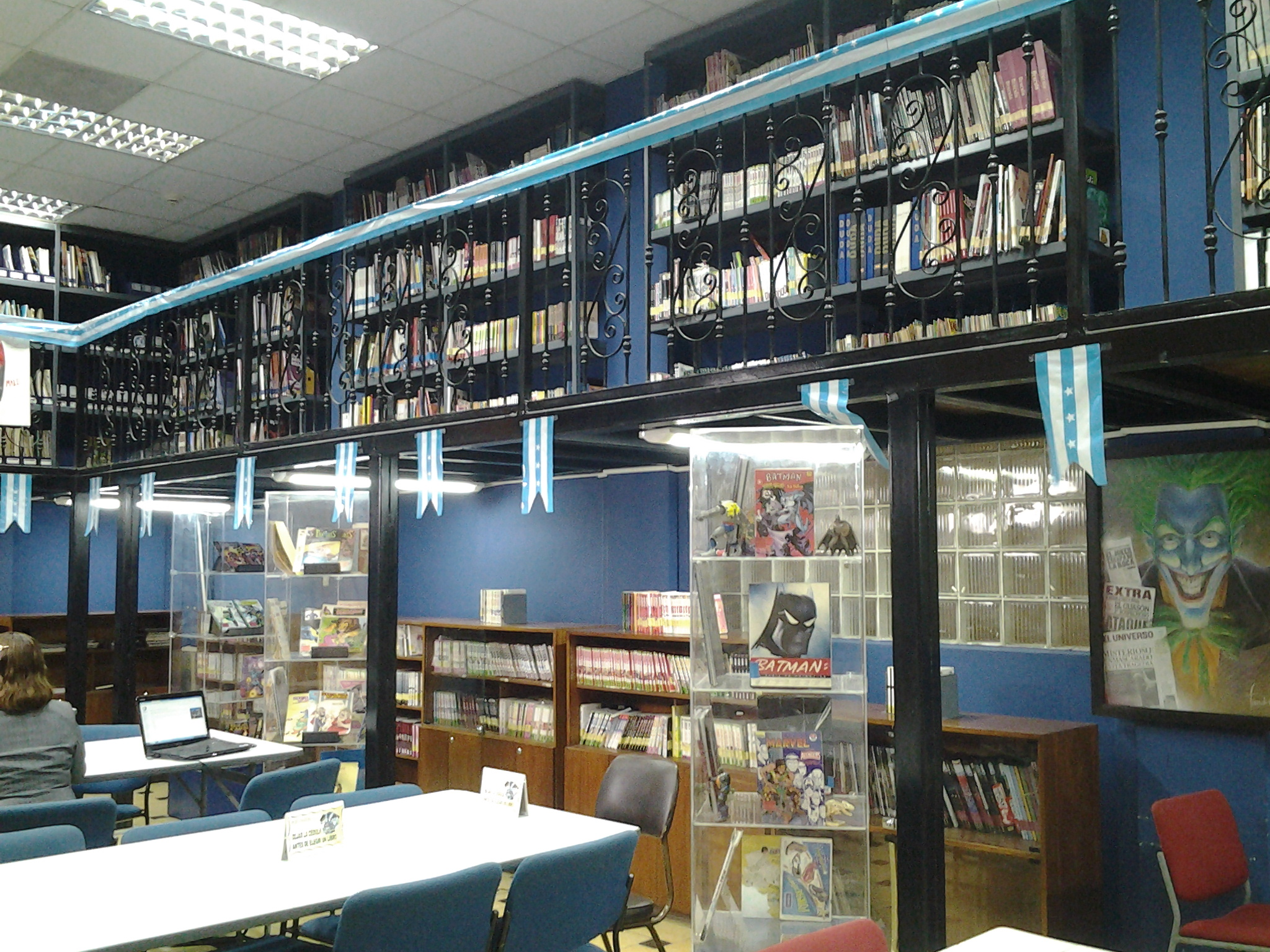
Comicteca.

La Biblioteca Municipal de Guayaquil es una biblioteca situada en la ciudad ecuatoriana de Guayaquil, en el centro urbano de la ciudad, en el mismo edificio de la Biblioteca Municipal. La biblioteca pertenece actualmente a la Dirección de Cultura y Promoción Cívica de la Municipalidad de Guayaquil.
La biblioteca fue fundada en 24 de marzo de 1862 por Pedro Carbo, quién redactó la Ordenanza Municipal que la creaba y además la inició donando 100 volúmenes de su propiedad, con la finalidad de motivar a la población de la ciudad de Guayaquil a que adoptara la misma actitud. La ordenanza fue publicada en la Gaceta Municipal n.º 3 del 15 de febrero de 1862. Pedro Carbo era en ese entonces el presidente de la Municipalidad. Es la biblioteca más completa del Litoral ecuatoriano y una de las más grandes del Ecuador. Su inventario en la actualidad está en los 2 millones y todo el tiempo recibe donaciones de ciudadanos de toda índole y empresas interesadas en la cultura, siendo esta la base del porque su fondo bibliográfico es numeroso. El edificio actual se los construyó en la década de los 50s, gracias al apoyo económico que dio el empresario Josef Gorelik que en ese tiempo era dueño de la Pepsi. Hoy en día su establecimiento ya no presta las garantías necesarias para dar un buen servicio a los ciudadanos y se espera que en los próximos años se cristalice la construcción de la nueva Biblioteca en el cuadrante que se encuentra frente al World Trade Center ubicado en la Ave Francisco de Orellana.
La biblioteca cuenta con las siguientes salas:
- Ecuador
- Ciencias Aplicadas
- Filosofía
- Referencia
- Hemeroteca de periódicos
- Hemeroteca de revista
- Literatura
- Biblioteca Carlos A. Rolando
- Sala de Internet
- Sala multimedia

## Orígenes de la Biblioteca Municipal
A inicios de 1862, siendo presidente de la municipalidad (en la actualidad alcalde) Pedro Carbo, propuso la creación de una biblioteca municipal y ofreció entregar de su colección 100 libros sin perjuicio de donar muchos más posteriormente. Él redactó la ordenanza municipal que daba por fundada a dicha entidad y que aprobada por la municipalidad fue publicada por la Gaceta Municipal No.3, que corresponde al 15 de febrero de 1862. La ordenanza estaba compuesta de 9 artículos de los cuales enumeraremos los que consideramos más importantes:
- Artículo 1 señala que la biblioteca se funda con los primeros 100 volúmenes, habiéndose después entregado 150 volúmenes.
- Artículo 7 se comisiona a 2 o más personas para que inviten a los vecinos de la ciudad para que cada uno contribuya para la biblioteca con una obra que voluntariamente quiera donar.
- Artículo 9 se impone que todos los impresores de la ciudad contribuyan con la biblioteca entregando un ejemplar de cada periódico, folleto o libro que publiquen.

Su primer bibliotecario fue el Dr. Juan José Plutarco Vera quien se ofreció servir gratuitamente, además de ofrecer en donación 10 volúmenes de su biblioteca personal y algunas colecciones de impresos. Bajo su periodo se logró conseguir la donación de cerca de 600 volúmenes que habían pertenecido a la biblioteca particular de José Joaquín de Olmedo.

### Algunos volúmenes entregados por Don Pedro Carbo
| Obra                                  | Autor       |
| ------------------------------------- | ----------- |
| Política                              | Aristóteles |
| Historia                              | Heródoto    |
| El hombre americano                   | D' Orbigny  |
| Historia de Colombia                  | Restrepo    |
| Resumen de su metamorfosis            | Ovidio      |
| Antigüedades Romanas                  | Adams       |
| Historia constitucional de Inglaterra | Hallan      |

Los ciudadanos que destacaron entre los primeros donantes de obras para la biblioteca fueron el Dr. Francisco X. Aguirre Abad, Juan León Mera, Ildefonso Coronel, Alcides Destruge, Sixto Juan Bernal, José Joaquín de Olmedo (hijo).
Hubo quienes donaron a más de libros, estanterías como las de los señores Ignacio A. Ycaza y José Ma. P. Caamaño. Los señores Mateus y Sáenz obsequiaron 48 varas petate para el pavimento del local de la biblioteca. El señor Agustín Coronel entregó en donación una Carta Geográfica del Ecuador y unas estampas. El doctor Santiago Navarro Viola, abogado argentino asesinado vilmente por García Moreno en 1865, entregó un escritorio.
Cuando la biblioteca se abrió al público el 24 de mayo de 1862 ya contaba con 832 volúmenes. El bibliotecario Verá en su informe que presentó a la municipalidad, el 7 de enero de 1863, indica que en ese día la biblioteca contaba con 1300 volúmenes y 4 colecciones de periódicos, el mapa del Ecuador y las estampas.
En el informe que presentó el 1 de enero de 1864 el bibliotecario Vera menciona que se han aumentado 714 volúmenes y sumados a los 1300 daba un total de 2014, además agregaba que seguía recibiendo los 4 periódicos que circulaban en la ciudad.
En la Crónica del Gran Incendio publicado en 1896 por B. González B., hace mención de lo que custodiaba la biblioteca a la fecha  del incendio. El establecimiento contaba con 7000 volúmenes impresos, más de 2000 folletos, 500 colecciones de periódicos y 600 obras nacionales.
Luego de la renuncia de Plutarco Vera, el cargo de bibliotecario cayó en manos del historiador y fundador de la Junta de Beneficencia, Francisco Campos Coello, siendo sucedido por el periodista Sixto Juan Bernal. La dictadura Militar de Veintimilla ocasiono un duro revés a la biblioteca, siendo reorganizada a fines de 1883 cuando es nombrado para el cargo el doctor Arturo García quien ejerció funciones por un lapso de dos años. En los 6 años siguientes pasaron varios directores como Isaías Gómez Carbo, Miguel Valverde, Dr. Alfredo Baquerizo Moreno, Manuel Marcos, Gabriel Urbina Jado -chapulo que fue muerto en Daule siendo sepultado en el cementerio de esa localidad y posteriormente trasladados sus restos a Guayaquil su ciudad natal- y otros.
La época de oro de la Biblioteca se dio en 1892 con la llegada César D. Villavicencio, guayaquileño, hijo del famoso geógrafo quiteño. Juan Antonio Alminate secundo esa labor, que desde la época de Arturo García trabajaba en la Biblioteca restaurando libros que estaban en deterioro y catalogándolos por materia y aumentando el número de volúmenes y lectores. Por estos años fueron donadas las bibliotecas de Federico Cornejo, Luciano Jaramillo y del Dr. Gómez. Estando en proceso la entrega de las Bibliotecas particulares de Pedro Carbo Noboa y Alcides Destruge, ocurre el incendio de octubre de 1896 perdiéndose ambas en el proceso.
Con la renuncia de Villavicencio, la biblioteca fue dirigida por el Dr. Camilo Andrade que después sería reemplazado por el señor Pastor del Pozo.

### Fondo bibliográfico, obras más importantes
La Biblioteca Pedro Carbo tiene un sinnúmero de libros, revistas y periódicos, muchos de ellos producto de las donaciones que desde su fundación permitieron engrandecerla y convertirla en una joya que cuidar por los guayaquileños. De las 2 millones de unidades que maneja el fondo bibliográfico por el momento, señalaremos las más importantes por su contenido, en especial aquellas obras que resaltan la vida de los guayaquileños más ilustres, las costumbres y el origen de lo que hoy conocemos como Guayaquil: 
| Obra                                                   | Autor                 |
| ------------------------------------------------------ | --------------------- |
| Las fundaciones de Santiago de Guayaquil               | Miguel Aspiazu Carbo  |
| Historia de la Medicina en la Provincia del Guayas     | Mauro Madero          |
| La lucha de Guayaquil por el Estado de Quito           | Julio Estrada Icaza   |
| Crónicas del Guayaquil Antiguo                         | Modesto Chávez Franco |
| Los Gobernadores de Guayaquil del siglo XVIII          | Abel Romeo Castillo   |
| Revolución de octubre y campaña libertadora de 1820-22 | Camilo Destruge       |
| Estudio Sobre el Guayaquil Colonial                    | María Laviana Cuetos  |

La casi totalidad de las obras se publicaron hace varias décadas, pero la Dirección de Cultura de la Municipalidad de Guayaquil permitió que se re-impriman para que sean vendidas a módicos precios.

## Directores de la Biblioteca Municipal
| Director                       | Período     | Ciudad de origen                                        |
| ------------------------------ | ----------- | ------------------------------------------------------- |
| Juan José Plutarco Vera        | 1862 - 1864 | Guayaquil                                               |
| Francisco Campos Coello        | 1864 - 1868 | Guayaquil                                               |
| Sixto Juan Bernal              | 1868 - 1869 | Guayaquil                                               |
| Miguel Calderón                | 1869        | Guayaquil                                               |
| Joaquín Morlas                 | 1869        | Guayaquil                                               |
| José Matías Avilés Giraud      | 1876 - 1879 | Guayaquil                                               |
| Jorge Noboa Baquerizo          | 1881        | Guayaquil                                               |
| Arturo García y García         | 1884 - 1885 | Perú                                                    |
| Isaías Gómez Carbo             | 1886 - 1889 | Guayaquil                                               |
| Miguel Valverde Letamendi      | 1890        | Guayaquil                                               |
| Alfredo Baquerizo Moreno       | 1890        | Guayaquil                                               |
| Gabriel Urbina Jado            | 1891        | Guayaquil                                               |
| César David Villavicencio Vera | 1892 - 1899 | Guayaquil                                               |
| Camilo Andrade Sabia           | 1900 - 1901 | Jipijapa                                                |
| Pastor del Pozo Marín          | 1902        | [[Archivo:\|20x20px\|border\|Bandera de Ibarra]] Ibarra |
| Juan Antonio Alminate          | 1903 - 1904 | El Salvador                                             |
| Numa Pompilio Llona            | 1904 - 1907 | Guayaquil                                               |
| Ramón Alvear Pallares          | 1908        | Milagro                                                 |
| Camilo Destruge                | 1908 - 1925 | Guayaquil                                               |
| Modesto Chávez Franco          | 1925 - 1932 | Santa Rosa                                              |
| Carlos Matamoros Jara          | 1932 - 1934 | Guayaquil                                               |
| Modesto Chávez Franco          | 1934 - 1952 | Santa Rosa                                              |
| Rosa Borja de Icaza            | 1953 - 1959 | Guayaquil                                               |
| Jorge Pérez Concha             | 1960        | Guayaquil                                               |
| Rafael Euclides Silva          | 1971 - 1974 | Machachi                                                |
| Yela Loffredo de Klein         | 1973 - 1976 | Guayaquil                                               |
| Lidia Rodriguez Abad           | 1976- 1985  | Guayaquil                                               |
| María Malo de Montalvo         | 1988        | Guayaquil                                               |
| Francisco Cuesta Caputti       | 1992 - 1997 | Guayaquil                                               |

## Biblioteca Carlos A Rolando
Su nombre se debe al Guayaquileño Carlos Alberto Rolando Lobaton, bibliógrafo y escritor que nació el 13 de septiembre de 1881. Sus primeros estudios los realizó en su ciudad natal y los culminó en el Colegio San Vicente del Guayas donde en 1898 obtuvo el título de Bachiller en Filosofía y Letras. Viajó a Quito para ingresar a la Escuela de Química y Farmacia, donde el 6 de noviembre de 1905 se graduó de Doctor. Finalmente, en 1906 viajó a Lima para ampliar sus conocimientos en la célebre Universidad de San Marcos y falleció en su ciudad natal, el 5 de enero de 1974. Fue calificado por el profesor Richard Pattee «El Príncipe de los Bibliógrafos Ecuatorianos» 
Su inmenso amor por Guayaquil lo llevó a comprar todo tipo de publicación ya sean libros, revistas y periódicos, gracias a su labor se pudo rescatar los periódicos del siglo XIX que por obra del destino se habían salvado del flageo de 1896. Para 1913 puso al servicio del público guayaquileño su biblioteca personal, compuesta por más de 1300 obras, 200 tomos que contenían 3.200 folletos, 712 colecciones de periódicos y revistas con más de 40.000 ejemplares y 3.800 hojas sueltas, maravilloso material de lectura, investigación y consulta con los que cubrió una sensible necesidad de la ciudad de Guayaquil, motivo por el cual la Municipalidad lo premió con una «Medalla de Oro». Luego donaría a la Biblioteca Municipal su colección formando así la Biblioteca de su nombre separandola de la Pedro Carbo. 
En la actualidad su fondo bibliográfico es el más completo de la región litoralense. Recibe donaciones de los Guayaquileños incluyendo publicaciones extranjeras.

## Comicteca
Bajo la iniciativa del director de la biblioteca Melvin Hoyos, se creó el 1 de junio de 2007 una sala especializada en cómics. Se encuentra cómics de distintos países y de diversos géneros. En la sala se realizan talleres en donde varios aficionados crean sus propios materiales sobre temas locales o de intereses específicos y diferentes actividades.